# نورد-آوردال
نورد-آوردال (به لاتین: Nord-Aurdal) یک شهرداری در نروژ است که در اوپلاند (نروژ) واقع شده‌است. نورد-آوردال ۹۰۷ کیلومتر مربع مساحت و ۶٬۵۳۹ نفر جمعیت دارد.

## خواهرخوانده
شهر بخش لیدشوپینگ خواهرخواندهٔ نورد-آوردال هست.